# 의료용 대마
의료용 대마초(medical cannabis) 또는 의료용 마리화나(medical marijuana, MMJ)는 의사가 환자에게 처방하는 대마초 제품과 칸나비노이드 분자를 말한다. 대마초를 약으로 사용하는 것은 오랜 역사를 가지고 있지만, 법적 및 정부적 제한으로 인해 다른 약용 식물만큼 엄격하게 테스트되지 않아 질병 치료에 대마초를 사용하는 것의 안전성과 효능을 정의하기 위한 임상 연구가 제한적이다.
이론적(Preliminary evidence)으로, 대마초는 화학 요법 중 메스꺼움과 구토를 줄이고 만성 통증과 근육 경련을 줄일 수 있다. 흡입하지 않는 대마초 또는 카나비노이드와 관련하여 2021년 검토에서는 만성 통증과 수면 장애에 대한 완화 효과가 거의 없으며 인지 장애, 메스꺼움, 졸음과 같은 여러 가지 일시적인 부작용을 유발하는 것으로 나타났다.
단기 사용은 경미하고 심각한 부작용의 위험을 증가시킨다. 일반적인 부작용으로는 현기증, 피로감, 구토 및 환각이 있다. 대마초의 장기적인 효과는 명확하지 않다. 우려되는 사항에는 기억 및 인지 문제, 중독 위험, 청소년의 정신 분열증, 어린이가 실수로 복용할 위험이 있다.
많은 문화권에서 수천 년 동안 치료 목적으로 대마를 사용해 왔다. 일부 미국 의료 기관에서는 대마를 I 통제 물질에서 제외해 달라고 요청하면서, 일정을 재조정하면 보다 광범위한 연구와 규제 감독을 통해 안전한 접근을 보장할 수 있다고 강조했다. 미국 소아과 학회와 같이 합법화에 반대하는 사람들도 있다.
의료용 대마는 캡슐, 정제, 팅크제, 피부 패치, 경구 또는 피부 스프레이, 대마 식용 제품, 건조된 꽃봉오리를 증발시키거나 흡연하는 등 다양한 방법을 통해 투여할 수 있다. 합성 델타-9-THC와 나빌론과 같은 합성 카나비노이드는 일부 국가에서 처방전으로 사용할 수 있다.
전체 식물 대마초의 의료적 사용을 허용하는 국가로는 아르헨티나, 호주, 캐나다, 칠레, 콜롬비아, 독일, 그리스, 이스라엘, 이탈리아, 네덜란드, 페루, 폴란드, 포르투갈, 스페인, 우루과이가 있다. 미국에서는 38개 주와 컬럼비아 특별구가 1996년 캘리포니아의 제안 215호가 통과된 것을 시작으로 의료적 목적으로 대마초를 합법화했다. 대마초는 연방 차원에서는 여전히 모든 용도로 금지되어 있지만, 2014년 12월 로라바커-파르 개정안이 제정되어 의료용 대마초가 합법화된 주에서 연방법을 시행하는 능력이 제한되었다. 이 개정안은 대마초의 잠재적인 치료적 용도와 이 분야에서 주 차원의 정책 결정의 중요성에 대한 양당의 인식이 증가하고 있음을 반영한다.

## 참고 문헌
- Borgelt, Laura M; Franson, Kari L; Nussbaum, Abraham M; Wang, George S (2013). “The pharmacologic and clinical effects of medical cannabis”. 《Pharmacotherapy》 (영어) (Wiley-Blackwell) 33 (2): 195-209. PMID 23386598.
- Whiting, Penny F (2025년 6월 23일). “Cannabinoids for Medical Use: A Systematic Review and Meta-analysis”. 《JAMA》 (AMA) 313 (24): 2456-2473. PMID 23386598.

## 같이 보기
- 한약